# Elsa Thiemann
Elsa Thiemann (Toruń, Prusia oriental, 7 de febrero de 1910 - Hamburgo, Alemania, 15 de noviembre de 1981) fue una fotógrafa alemana, cuyo apellido de nacimiento era Franke. Formó parte de la prestigiosa escuela de la Bauhaus.

## Vida
Elsa Thiemann era la sexta hija en una familia de 7 hermanos, seis chicas y un chico. El padre (Wilhelm Franke) se dedicaba al sector inmobiliario y gozaban de una posición acomodada. En 1921, pasada la Primera Guerra Mundial, la familia se traslada desde Prusia a Berlín, donde a pesar de la recién terminada guerra ellos conservan una buena posición económica.
Entre los años de 1922 y 1926 Elsa Franke fue alumna del liceo de Neukölln. Su profesora de dibujo, Margarete Kubicka, pronto reconoció sus dotes para el dibujo. Ella y su marido, el pintor expresionista Stanislaw Kubicki tenían una estrecha relación con miembros del Dadaísmo berlinés. 
A partir de la influencia de su profesora Elsa decidió que quería dedicarse al arte y curso estudios en la Escuela de Artes de Berlín, primero, y en la Sociedad Estata de Arte Aplicado (VS), antesala de la Universidad de Bellas Artes (UdK).
Entre 1929 y 1931 fue estudiante de la Escuela de la Bauhaus, donde sus primeros profesores fueron Josef Albers, en tipografía, y Joost Schmidt, en dibujo publicitario. Junto a esto recibió clases de fotografía de mano de Walter Peterhans y asistía a las clases de dibujo de Wassily Kandinsky y de Paul Klee.
Allí conoció al que posteriormente sería su marido, el pintor Hans Thiemann y obtuvo su diploma, con el número 59 y fecha de 14 de julio de 1931.
Tras esto regresó a Berlín y trabajó como fotógrafa de prensa. Durante la Segunda Guerra Mundial, para evitar su servicio de guerra, trabajó de secretaria de redacción en la sucursal berlinesa de la editorial Hoffman y Campe. Tras la Guerra volvió a trabajar como fotoperiodista.
En el año 1947 se casó con Hans Thiemann, que había participado en la fundación de un grupo de intelectuales y artistas (Britzer Kreis) entre los cuales estaba su antigua maestra, Margarete Kubicka.
En la década de los 1960 del siglo XX el matrimonio se mudó a Hamburgo, donde Hans había obtenido una plaza como profesor en la Escuela Superior de Artes Plásticas (HFBK). A partir de entonces Elsa no volvió a dedicarse a la fotografía, y desde la muerte de su esposo, en 1977, se dedicó a cuidar la herencia artística de éste.

## Obra
La mayor parte de su obra se enmarca dentro de su producción en torno a la Bauhaus